# Дафи Дък
Дафи Дък (на английски: Daffy Duck, буквално: Патока Дафи) е анимационен герой от филмчетата на „Шантави рисунки“ и „Весели мелодии“, продуцирани от Уорнър Брос
Действително всеки аниматор от Уорнър Брос оставя своя отпечатък върху патока; Дафи може да е откачен закрилник в някое филмче, но в следващото може и алчно да търси слава. Боб Клампет и Чък Джоунс най-вече правят обширна употреба на тези две различни версии на персонажа.